# جاك فينلاي
جاك فينلاي (بالإنجليزية: Jack Finlay)‏ هو لاعب اتحاد الرغبي نيوزيلندي، ولد في 31 يناير 1916 في Normanby, Taranaki ‏ في نيوزيلندا، وتوفي في 30 يونيو 2001 في فيلدلينغ ‏ في نيوزيلندا.